# Noble M400
Noble M400 – sportowy samochód osobowy produkowany przez brytyjską firmę Noble Automotive w latach 2004-2007. Dostępny jako 2-drzwiowe coupé. Następca modelu M12. Do napędu użyto turbodoładowanego silnika V6 o pojemności trzech litrów. Moc przenoszona była na oś tylną poprzez 6-biegową manualną skrzynię biegów. Samochód został zastąpiony przez model M14.

## Dane techniczne

### Silnik
- V6 3,0 l (2968 cm³), 4 zawory na cylinder, DOHC, Twin-Turbo
- Układ zasilania: wtrysk EFi
- Średnica × skok tłoka: 89,00 mm × 79,50 mm
- Stopień sprężania: 8,0:1
- Moc maksymalna: 431 KM (316,9 kW) przy 6500 obr./min
- Maksymalny moment obrotowy: 529 N•m przy 5000 obr./min

### Osiągi
- Przyspieszenie 0-100 km/h: 3,5 s
- Przyspieszenie 0-160 km/h: 8,0 s
- Prędkość maksymalna: 298 km/h